# Ottó Aubéli
Ottó Zsolt Aubéli (Esztergom, 31 de marzo de 1975) es un deportista húngaro que compitió en lucha libre.
Ganó una medalla de bronce en el Campeonato Mundial de Lucha de 2005 y una medalla de bronce en el Campeonato Europeo de Lucha de 2005.
Participó en dos Juegos Olímpicos de Verano, ocupando el octavo lugar en Pekín 2008 y el 18.º en Atenas 2004.

## Palmarés internacional
| Campeonato Mundial | Campeonato Mundial | Campeonato Mundial | Campeonato Mundial |
| Año                | Lugar              | Medalla            | Categoría          |
| ------------------ | ------------------ | ------------------ | ------------------ |
| 2005               | Budapest (Hungría) | Medalla de bronce  | 120 kg             |
| Campeonato Europeo |                    |                    |                    |
| Año                | Lugar              | Medalla            | Categoría          |
| 2005               | Varna (Bulgaria)   | Medalla de bronce  | 120 kg             |